# Christian Poos
Christian Poos é um ciclista luxemburgês, nascido em 5 de novembro de 1977 em Luxemburgo.

## Palmarés
| 1997 - 2º no Campeonato do Luxemburgo de Ciclismo em Estrada 1999 - Campeonato do Luxemburgo de Ciclismo Contrarrelógio 2000 - 2º no Campeonato do Luxemburgo de Ciclismo em Estrada 2001 - Campeão de Luxemburgo de ciclismo em Estrada 2002 - Campeonato do Luxemburgo de Ciclismo Contrarrelógio - Campeão de Luxemburgo de ciclismo em Estradas 2003 - Campeonato do Luxemburgo de Ciclismo Contrarrelógio - 3º no Campeonato do Luxemburgo de Ciclismo em Estrada | 2006 - 2º no Campeonato do Luxemburgo de Ciclismo Contrarrelógio 2007 - 1º no Campeonato do Luxemburgo de Ciclismo Contrarrelógio - 2º no Campeonato do Luxemburgo de Ciclismo em Estrada 2007 - 1º no Campeonato do Luxemburgo de Ciclismo Contrarrelógio - 2º no Campeonato do Luxemburgo de Ciclismo em Estrada 2009 - 3º no Campeonato do Luxemburgo de Ciclismo Contrarrelógio - 1º mo Grande Prêmio François-Faber 2009 - 3º no Campeonato do Luxemburgo de Ciclismo Contrarrelógio - 1º no Grande Prêmio François-Faber 2010 - 3º no Campeonato do Luxemburgo de Ciclismo Contrarrelógio - 1º no Grande Prêmio François-Faber 2011 - Campeonato do Luxemburgo de Ciclismo Contrarrelógio - 1 etapa do Tour de Sibiu |